# Richard Kubus
Richard Kubus (Gliwice, 30 marzo 1914 – Uelzen, 5 ottobre 1987) è stato un calciatore tedesco, di ruolo difensore.